# Autographa scapularis
Autographa scapularis là một loài bướm đêm trong họ Noctuidae.